# Saab 9000
SAAB 9000 — перший автомобіль бізнес-класу шведської компанії SAAB, що випускався з 1984 по 1998 роки. Згодом замінений моделлю 9-5.
В основу 9000 лягло шасі Type Four, на базі якого також побудовані Fiat Croma, Lancia Thema і Alfa Romeo 164. Зовні Thema і Croma досить схожі на 9000, в той час як з Alfa Romeo їх об'єднує тільки загальне шасі. Багато кузовних деталей 9000, Thema і Croma взаємозамінні. Екстер'єр Saab 9000 розроблений дизайнером Джорджетто Джуджаро.
Незважаючи на те, що загальна довжина 9000 менше довжини 900, «дев'ятитисячний» має більшу колісну базу, а салон його просторіший. На відміну від 900, замок запалювання знаходиться на рульовій колонці, а не в тунелі між передніми сидіннями.

## Перше покоління

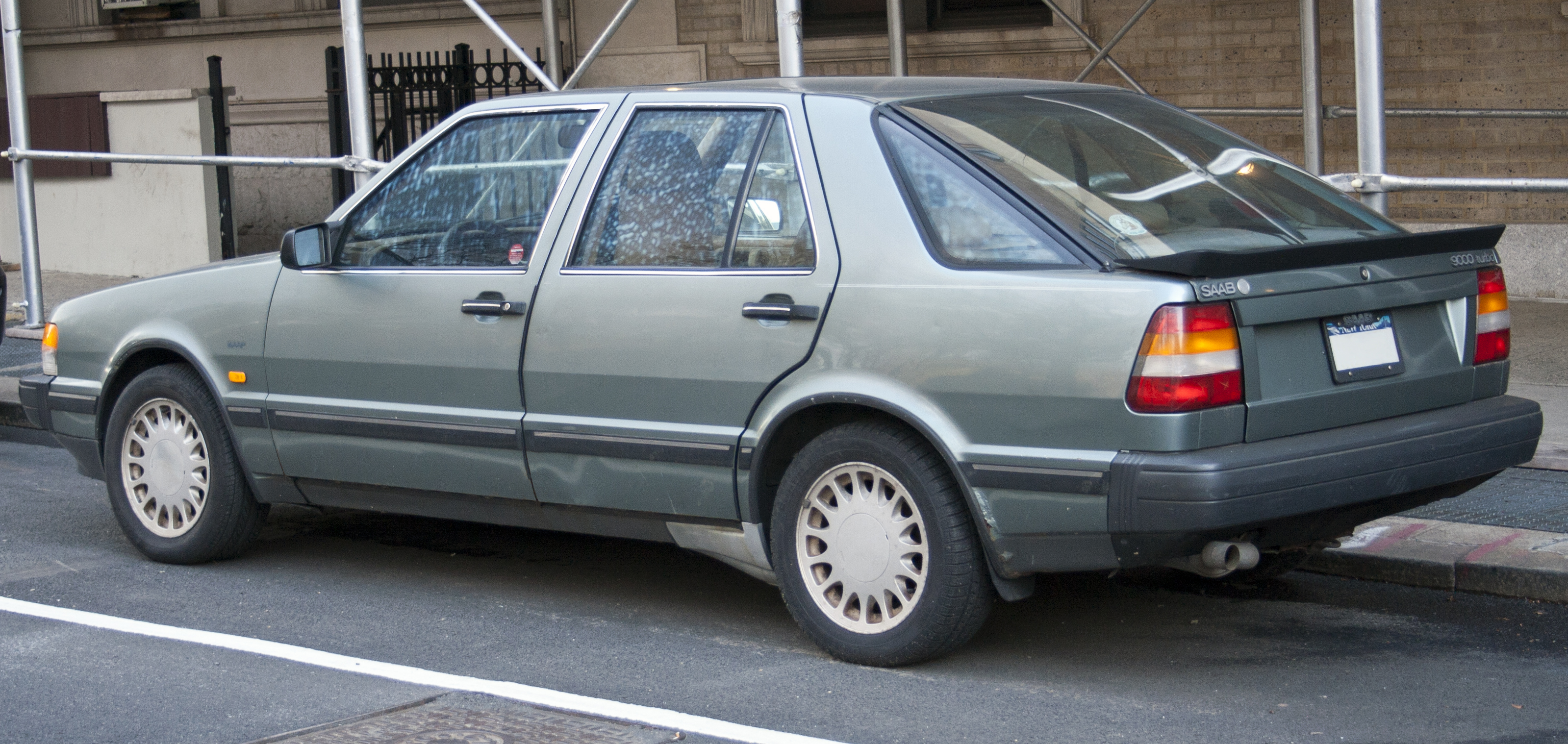
Saab 9000 CC (ліфтбек)

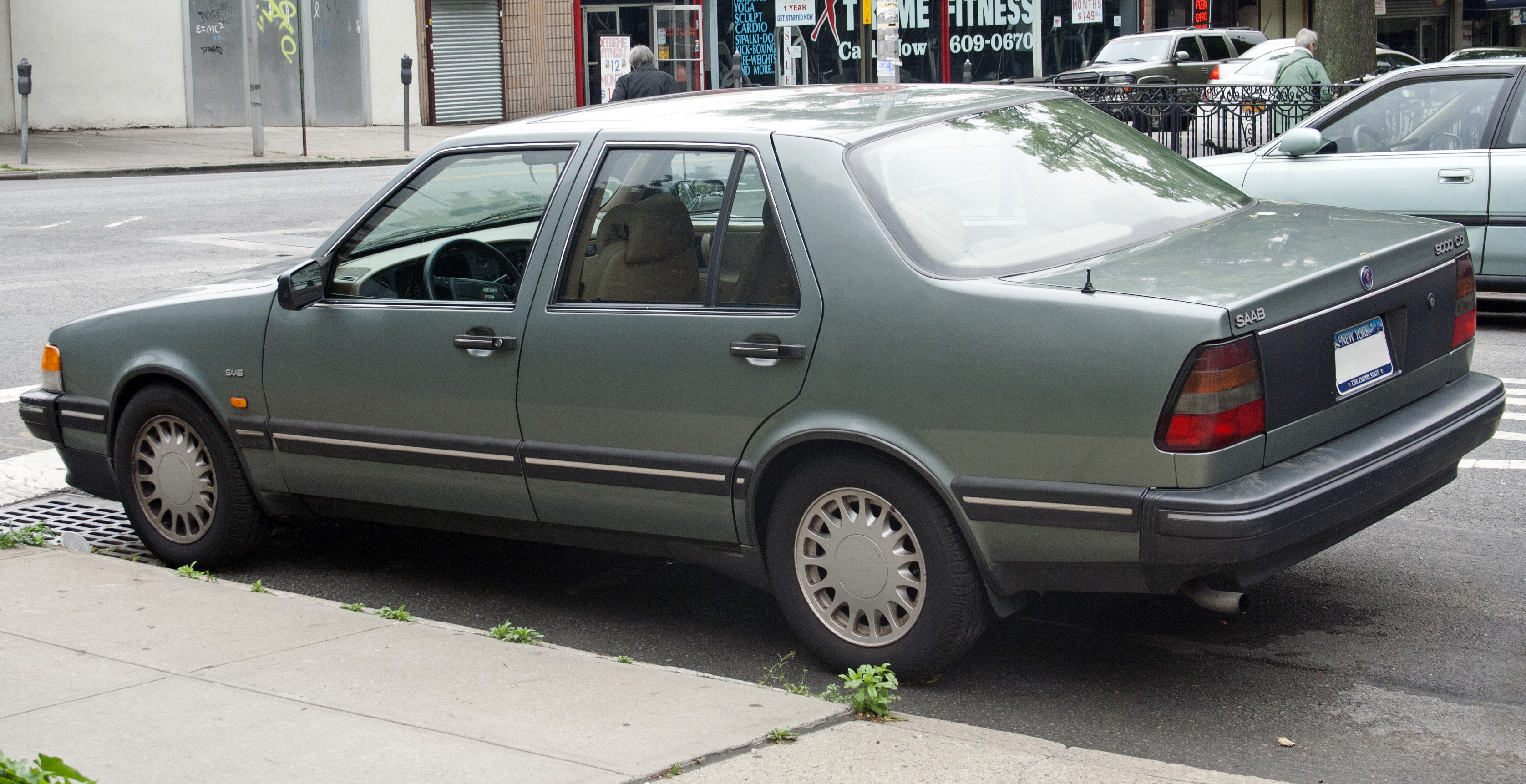
Saab 9000 CD (седан)

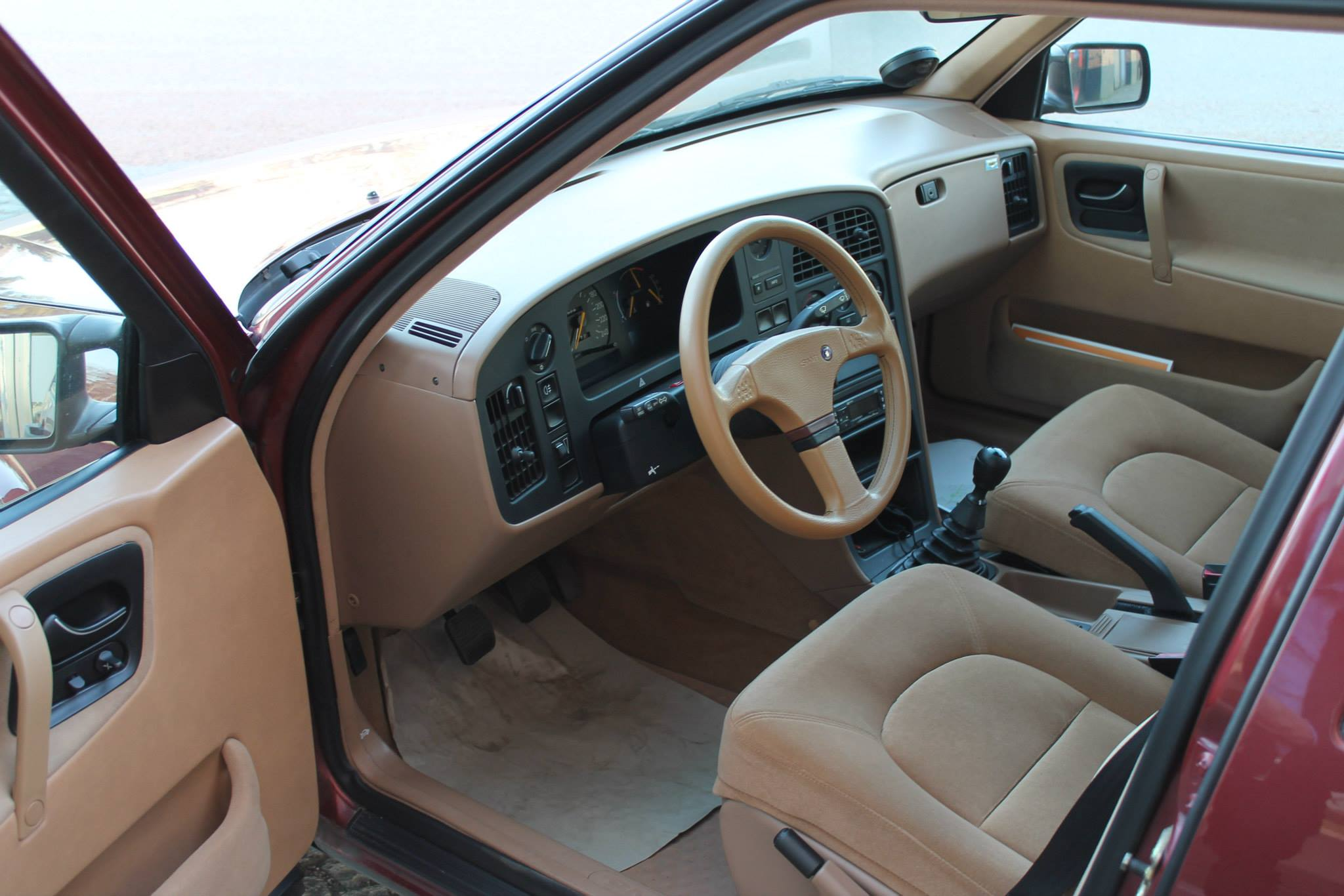

У 1985 році 9000 випускався тільки як 5-дверний хетчбек з турбованим 16-клапанним чотирициліндровим  двигуном DOHC, що видає 175 к.с. (129 кВт). Було доступно два варіанти — з 5-ступінчастою МКПП і 4-швидкісною АКПП.
У 1986 році були представлені моделі 9000 і 9000S з атмосферним двигуном потужністю 130 к.с. (96 кВт).
Версія з кузовом «седан» з'явилася в 1988 році.
Всі «дев'ятитисячні» оснащені бортовим комп'ютером, який показує витрату палива, залишок ходу і напругу акумуляторної батареї. Також бортовий комп'ютер попереджає про можливе обмерзання дороги, якщо температура повітря на вулиці знаходиться в межах від −3.3 до +3.3 ℃. Є індикатор відкриття дверей і багажника, індикатор включення фар.
Автомобілі обмеженої серії 9000 CD Griffin випускалися тільки на основі моделі 1992 року. Ці машини комплектувалися максимальним числом люксових опцій, включаючи всі доступні електронні опції, особливий колір «eucalyptus green», роздільне кондиціонування для пасажирів на задньому сидінні і шторки для заднього скла. У Великій Британії продавалися автомобілі обмеженої серії 9000 Carlsson, які комплектувалися оригінальним обвісом Airflow, спойлером і особливим тюнінгованим двигуном (220 к.с. для машин з МКПП і 200 к.с. для варіантів з АКПП).

## Друге покоління

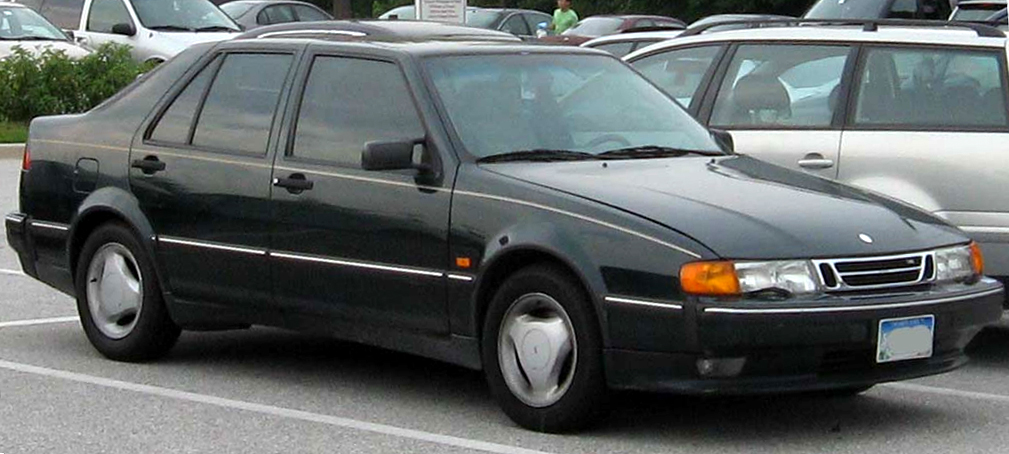
Saab 9000 ІІ

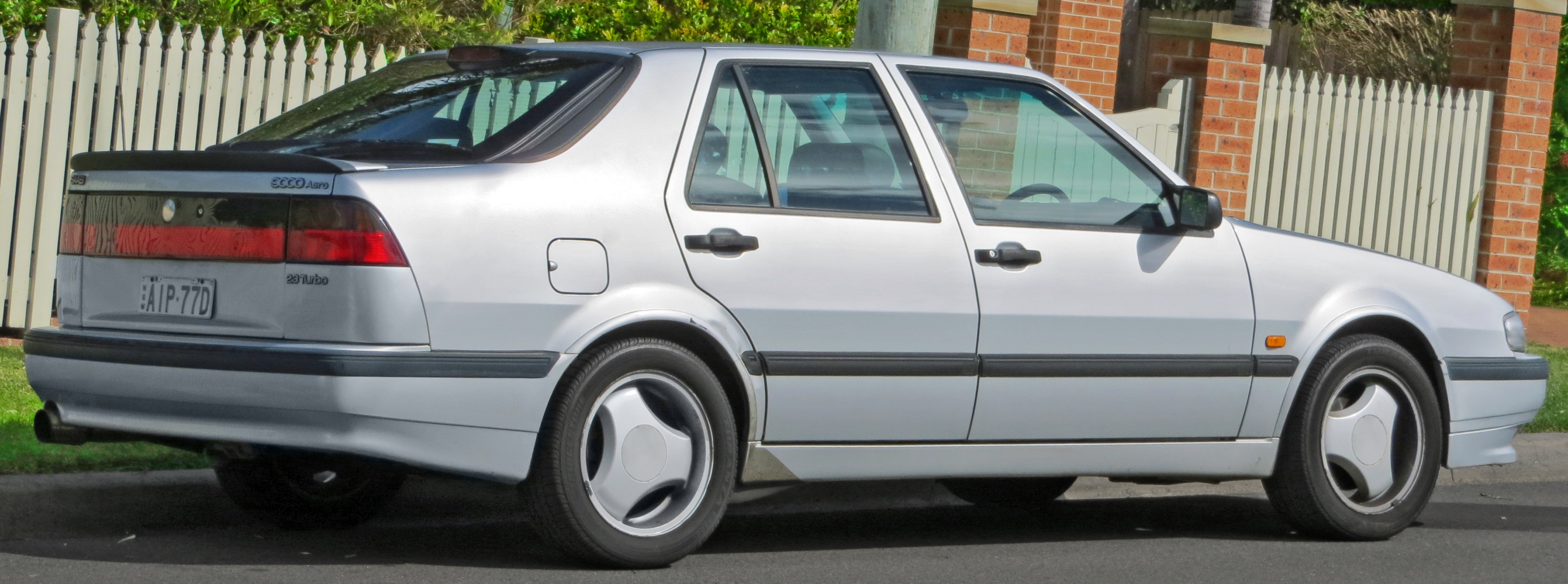
Saab 9000 CS (ліфтбек)

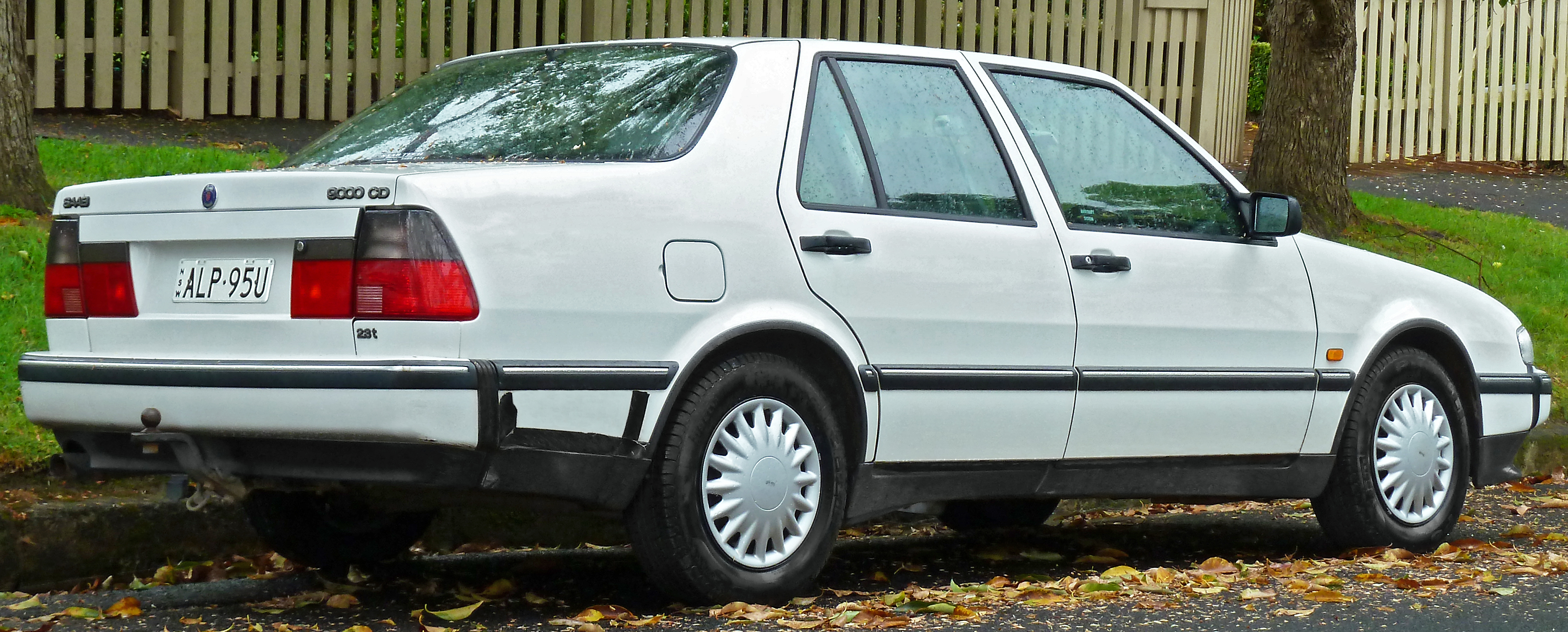
Saab 9000 CDE (седан)

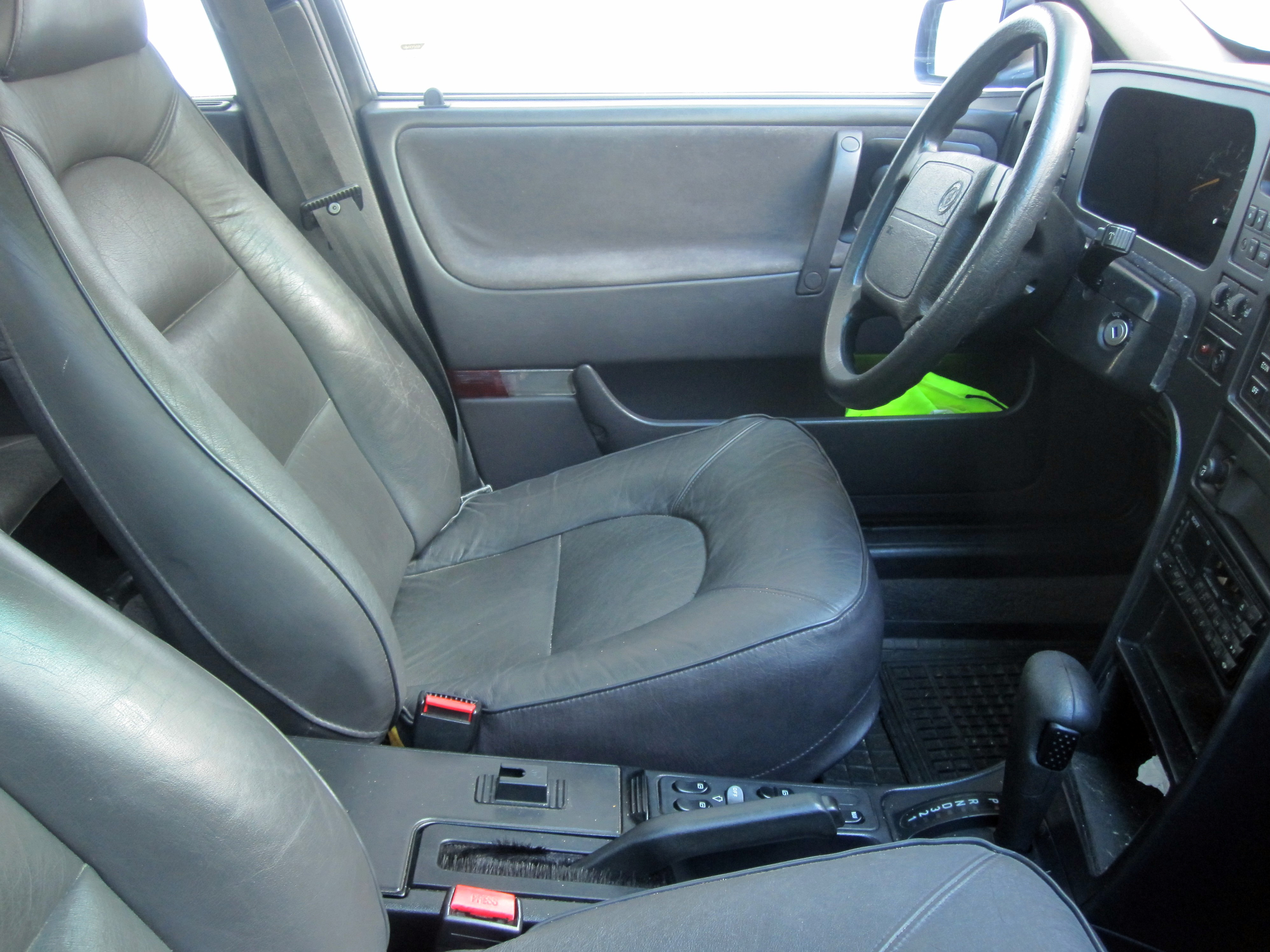

Друге покоління Saab 9000 було представлено в 1992 році моделлю CS. Образ нового 9000 характеризувався іншим дизайном (вузькі фари) переду, новою решіткою радіатора, і зміненою задньою частиною хетчбека. І CS, і CSE (поліпшена версія CS) екіпірувалися двигунами об'ємом 2,0 л, 2,3 л, як атмосферними (130 к.с., 147 к.с.), так і з турбінами низького (150 к.с.) і високого (175 к.с.) тиску. Чотиридверний седан 9000 CDE пропонувався тільки з 200-сильним турбованим двигуном 2,3 л і (пізніше) з V-подібними 6-ти циліндровими двигунами об'ємом 3,0 л виробництва (GM).
Нова система управління двигуном, Trionic 5, ставилася на автомобілі з 1993 року. У тому ж 1993 вперше представлена модифікація Aero — на той момент найпотужніший автомобіль, що коли-небудь випускається SAAB. Aero приводив у рух 2,3 л B234R, що розвиває потужність 225 к.с. (165 кВт) укомплектований турбіною високого тиску Mitsubishi TD04. Потужність Aero з АКПП обмежували 220 к.с., також замість турбіни від Міцубісі використовували Garrett Systems T25. Aero комплектувалися забарвленими в колір кузова бампарами і спойлером, спортивними сидіннями Recaro, модіфіцрованною підвіскою і 16" дисками оригінального дизайну.
Еластичність двигуна, що розвивав крутний момент в 340 Нм в діапазоні — 1800 — 3000 об/хв вражаюча: з 80 до 120 км/год автомобіль розганяється швидше ніж Ferrari Testarossa і Porsche 911 Carrera.
У 1995 році модифікація CDE отримала новий 3,0 л двигун B308 GM V6 потужністю 210 к.с. Такий же агрегат використовувався в Opel Omega (під позначенням X30XE). У Європі машини з таким двигуном продавалися до 1997 року.
У тому ж 1997 році зупинили виробництво Aero. Випустили обмежену серію автомобілів «Anniversary», приурочену до 50-річчя SAAB. Ці машини комплектувалися шкіряними сидіннями з вигравіруваним класичним логотипом SAAB (із зображенням літака), обвісом Aero.
У 1998 році всі автомобілі модифікацій CS і CSE випускалися з 225-сильними двигунами від Aero, також успадкувала 16" диски Aero. За останній рік було випущено всього 1400 автомобілів.
У сумі, було зібрано всього 503,087 автомобілів Saab 9000 різний модифікацій, з них 112,177 седанів.
Стандартна збірка автомобіля включає в себе: електропривідні дзеркала, бортовий комп'ютер, стереосистему, ABS, два види коробок передач і електросклопідйомники. У пакет опцій до автомобіля входить: підігрів сидінь, шкіряна оббивка салону, кондиціонер, клімат-контроль, магнітола і регульована рульова колонка. 

## Двигуни
- 2.0 л B202 I4 125–133 к.с.
- 2.0 л B202 turbo I4 160-175 к.с.
- 2.0 л B202L turbo I4 185-195 к.с.
- 2.0 л B202XL turbo I4 204 к.с.
- 2.0 л B204i I4 130 к.с.
- 2.3 л B234i I4 147–150 к.с.
- 2.0 л B204E turbo I4 150 к.с.
- 2.3 л B234E turbo I4 170 к.с.
- 2.3 л B234L turbo I4 195–200 к.с.
- 2.3 л B234R turbo I4 200–225 к.с.
- 2.0 л B204L turbo I4 185 к.с.
- 3.0 л B308 V6 210 к.с.

## Випуск і продажі
| Рік    | Випуск  | Модель |
| 1984   | 470     | CC     |
| 1985   | 13.721  | CC     |
| 1986   | 34.816  | CC     |
| 1987   | 49.081  | CC     |
| 1988   | 52.199  | CC/CD  |
| 1989   | 49.556  | CC/CD  |
| 1990   | 45.648  | CC/CD  |
| 1991   | 45.533  | CC/CD  |
| 1992   | 45.906  | CC/CD  |
| 1993   | 37.384  | CS/CDE |
| 1994   | 32.196  | CS/CDE |
| 1995   | 36.844  | CS/CDE |
| 1996   | 32.992  | CS/CDE |
| 1997   | 24.201  | CS/CDE |
| 1998   | 2.540   | CS     |
| Всього | 503,087 |        |
| ------ | ------- | ------ |

| Ринок           | 1985 | 1986  | 1987  | 1988   | 1989   | 1990   | 1991  | 1992   | 1993  | 1994  | 1995  | 1996  | 1997  | 1998 |
| --------------- | ---- | ----- | ----- | ------ | ------ | ------ | ----- | ------ | ----- | ----- | ----- | ----- | ----- | ---- |
| Швеція          | н/д  | н/д   | 9,313 | 13,241 | 14,443 | 12,907 | н/д   | 10,787 | 9,148 | 7,158 | 9,537 | 7,670 | 7,131 | н/д  |
| Німеччина       | 717  | 2,648 | 3,563 | 4,268  | 4,248  | 3,960  | н/д   | н/д    | н/д   | н/д   | н/д   | н/д   | н/д   | н/д  |
| США             | 0    | н/д   | н/д   | н/д    | н/д    | н/д    | н/д   | 10,352 | 7,714 | н/д   | н/д   | н/д   | н/д   | н/д  |
| Велика Британія | н/д  | н/д   | н/д   | н/д    | н/д    | н/д    | 7,703 | н/д    | 6,271 | 4,220 | н/д   | н/д   | н/д   | н/д  |
| Франція         | 269  | 1,058 | 1,358 | 1,672  | 1,586  | 1,453  | 1,472 | 1,416  | 930   | н/д   | н/д   | н/д   | н/д   | н/д  |
| Нідерланди      | 0    | 634   | 617   | 568    | 536    | 681    | 806   | 1,103  | 671   | 707   | 849   | 740   | 606   | 0    |